# Muda (japonais)
Pour les articles homonymes, voir Muda.
Le terme Muda (無駄, litt. « inutilité ») provient du japonais et signifie le « gâchis » ou «gaspillage». Ce terme est devenu le concept central du système de production de Toyota et de la philosophie lean. Il s'accompagne des concepts de Muri (excès) et Mura (irrégularité), définis par Taiichi Ōno, fondateur de Toyota Production System.

## Apparition du terme
En 1950 Eiji Toyota et Taiichi Ōno ont pendant trois mois visité des entreprises américaines afin de s'inspirer de leur fonctionnement. Ils furent impressionnés par le modèle américain mais se rendent compte qu'ils doivent l'adapter au contexte japonais. Après seulement quelques années après la fin de la deuxième guerre mondiale, le Japon ne bénéficie pas de demande suffisante pour profiter des économies d'échelle. Ils développent alors le Juste à Temps, c'est la demande réelle qui définit le planning de production au lieu d'une prévision qui peut être trompeuse, et cela à chaque étape de production. C'est donc pendant cette période que les premières notions de Muda et de gâchis font leur apparition.
Cependant la mise en place de ce nouveau système se fait de manière très progressive, car il est nécessaire de surmonter les réticences émises par les agents, de plus ces derniers doivent être multi-compétents. Selon Taiichi, il faudra attendre 1962 pour avoir un déploiement dans l'ensemble des usines de Toyota.  
Ces innovations ont grandement contribué à la réussite de Toyota et sont devenues connues sous le nom du Toyota Production System.

Taiichi Ōno, le fondateur de Toyota Production System, a défini trois catégories de gaspillage.

### Muri: l’excès
Le muri est une surcharge mentale ou physique pour un salarié dans l’industrie, ou encore une surproduction en comparaison des capacités maximales des outillages industriels. Il entraîne une usure prématurée des machines industrielles, des pannes récurrentes, une casse de matériel que l’on aurait pu éviter. Du point de vue humain, cette surcharge de travail entraîne des arrêts de travail récurrents et participe activement au développement des risques psycho-sociaux dans les entreprises.

### Mura: l’irrégularité
Le terme « mura » peut être rapproché des variations brutales des cadences de production, entraînent une adaptabilité continue des opérationnels sur les lignes de production. Les irrégularités de productions peuvent entraîner les dysfonctionnements suivants :
- baisse de la qualité ;
- hausse des accidents de travail ;
- démotivation du personnel.

### Muda: le gâchis
Le gâchis existant sur les lignes de production est un dysfonctionnement qui entraîne une perte de valeur ajoutée. Le toyotisme a mis en lumière sept types de gaspillages qui sont interdépendants et qu’il convient d’éliminer ou de réduire afin d'optimiser les lignes de production.

## Les sept piliers
Dans ce cadre, la réduction des mudas se fait par une démarche d'amélioration continue (kaizen).
Usuellement, sept mudas sont identifiés.

### Temps d’attente ou délais
Les causes du temps d’attente ou délais sont :
- défaillance des équipements (cadence machine ralentie) ;
- distance importante entre deux postes de travail complémentaires ;
- manque de réactivité du manager de l’équipe ;
- attente entre deux étapes/tâches ;
- temps de changement de série trop long ;
- mauvaise synchronisation des étapes ;
- goulot d’étranglement.

Recommandations :
- anticiper en amont les problèmes techniques des équipes ;
- encourager la résolution des problèmes par l’entraide sur les postes proches ;
- comprendre les causes des temps d’attente et agir activement pour les réduire.

### Déplacements inutiles
Un déplacement de pièces, de produits, de matériaux ou encore d'informations est considéré comme un gaspillage pour l'entreprise dans la mesure où il n’apporte pas de valeur au client. L'entreprise mobilise des ressources et du temps générant un gaspillage dans le processus de production.
Afin de mettre en évidence les gaspillages de transports inutiles au cours d'une journée dans une entité, le parcours du salarié de la production peut être retracé à l’aide la méthode du diagramme Spaghetti.
Recommandations :
- redéfinir les processus logistiques à l’aide des méthodes Kanban ou encore Milk run ;
- créer des zones de picking pour les outils productifs, pour qu’il n’y ai pas de déplacement inutile à les chercher ;
- développer le flow-shop pour les zones où les salariés sont amenés à se croiser.

### Mouvements inutiles au niveau du poste de travail
Les causes des mouvements inutiles au niveau du poste de travail sont :
- une mauvaise ergonomie du poste de travail ;
- un mauvais rangement, désordre, désorganisation ;
- du matériel ou des informations mal répertoriés.

Il convient de faire une étude SMED pour se rendre compte de ces actions en excès impliquant des mouvements inutiles et qui pourraient être supprimés.
Recommandations : prévoir des procédures pour chaque poste après une analyse de chaque salarié au niveau de son poste de travail et prévoir des mises à jour régulières des procédures.

### Inventaire inutile
Un inventaire (stock) inutile peut être défini comme tout ce qui n’est pas indispensable à la réalisation d’une tâche à un instant défini.
Les causes des stocks inutiles sont :
- une surproduction ou une mauvaise planification de la production ;
- des temps d’attente non-maîtrisés ;
- une surabondance de composants en stock entraîne un coût supplémentaire pour les gérer.

Recommandations :
- produire en juste à temps ;
- faire les contrôles qualité en amont pour limiter des articles défectueux.

### Traitements superflus
Les causes des traitements superflus sont :
- l'inadéquation entre un processus de production complexe et son prix de vente ;
- l'excès ou surabondance de qualité, de matières ou d’informations : contrôle qualité, suremballages, etc ;
- le manque d’instruction standardisées.

Recommandations :
- privilégier la qualité définie par le client à sa propre hypothèse ;
- travailler en amélioration continue pour adapter constamment son modèle de production.

### Défauts
Une réalisation défectueuse nécessite une retouche, un contrôle supplémentaire ou encore un retour du client.
Il est primordial de limiter au maximum la production de défauts et d’intervenir au plus en amont possible afin de limiter les conséquences suivantes : interruption de la chaîne de travail, contrôle, stockage, énergies de reproduction ou de correction de la pièce. Les rebuts ou erreurs dans le processus de production entraînent une perte de temps et d’argent pour l’entreprise. De plus, ces dysfonctionnements peuvent générer une perte de crédibilité pour le client.
Recommandations :
- inclure les salariés et les encourager dans cette démarche qualité ;
- s’assurer de la conformité des procédures par l’introduction d’un contrôle interne et un audit régulier.

### Surproduction
La surproduction, c'est produire plus que ce que le client a besoin ou encore produire avant de recevoir une commande.
Une production excessive génère des stocks importants qu'il faut gérer ou encore l'augmentation de la probabilité d'une production de pièces défectueuses, avec en corrélation, des contrôles qualité moins fréquents.
Recommandations : adapter son flux de production à la commande, en privilégiant ainsi la qualité à la quantité.

### Sous-utilisation des compétences: le 8ème muda
La sous-utilisation des compétences humaines n'est pas un pilier originel du concept de mudas, mais ce gaspillage est reconnu comme répondant à la même logique. Ce gaspillage survient quand les salariés ont uniquement pour rôle de suivre les ordres et exécuter le travail. En effet, les salariés effectuant des tâches d’exécutions peuvent être de vrais atouts dans la recherche de solutions grâce à leur proximité aux problèmes de terrain. Les idées, la créativité ou encore l’expérience non exploitées peuvent s’apparenter à du gaspillage pour l’entreprise.

## Les critiques
Depuis quelques années, une dérive de la philosophie du lean management est observée dans les organisations. Certains auteurs dénoncent les risques de ce détournement. Le principe du muda apparaît comme l’objectif principal du lean management alors qu’il représente en réalité la troisième étape de la méthode managériale originelle. Les deux premières étapes constitutives du lean management étant le Muri en premier lieu et le Mura ensuite.
Les constats observés sont l’intensification du travail à cause de la chasse aux temps improductifs. Par conséquent, on observe le développement et la multiplication des risques psychosociaux.

## Mise en oeuvre du Muda
Selon Shigeo Shingo, spécialiste du lean management, l’activité doit être divisée en deux temps distincts. Dans un premier temps, le processus qui intègre la transformation d’une ou de plusieurs matières premières en un produit fini. Puis dans un deuxième temps, l' "Opération" qui est représentée par un ensemble d'actions effectuées sur la matière, par les travailleurs et les machines. Cette différence est généralement méconnue.
Shingo décompose le processus en quatre phénomènes : le transport, l'inspection, la transformation et le retard. Il fait cette distinction car selon lui la valeur n’est ajoutée que pendant l’étape de la transformation du processus. Ainsi, le reste des étapes du processus sont intégrées dans la catégorie des déchets. On note également que selon Shigeo Shingo, les actions qui sont présentes dans « l’opération » n’ajoutent aucune valeur.
De nombreuses techniques issues du lean management fonctionnent d’une manière similaire. On retrouve notamment la réduction de la main-d'œuvre, ainsi que des temps d’attente, la durée des opérations ou la taille des lots, la question du gaspillage est donc posée pendant ces étapes. Chaque gaspillage empêche la mise en œuvre d’une stratégie claire et efficace. Il déclare que si beaucoup voient le processus et les opérations en parallèle, il les voit à angle droit (voir Cartographie de la chaîne de valeur). C'est souvent dans le domaine des opérations plutôt que dans celui des processus que le muda peut être éliminé et que le blocage du plan peut être levé.
La stratégie consiste donc à construire un processus rapide et flexible dont l’objectif immédiat est de réduire les déchets et donc les coûts.
Sans cette intention de construire un processus rapide et flexible, il y a un risque important que les améliorations obtenues ne soient pas durables car les anciennes habitudes acquises peuvent vite revenir, il faut donc faire en sorte que chaque amélioration du processus soit verrouillée afin qu’elle devienne nécessaire au fonctionnement de l’entreprise pour qu’il n’y ait aucun risque de retour en arrière.